# Ivan Rizzardi
Ivan Rizzardi (Brescia, 15 dicembre 1966) è un allenatore di calcio ed ex calciatore italiano, di ruolo difensore.

## Carriera

### Giocatore
Cresciuto nella Cremonese, nel 1985 viene mandato in prestito in Serie C2 al Derthona dove rimane un biennio raccogliendo 63 presenze e 3 reti. Al rientro alla società lombarda, rimane per tre stagioni dove può annoverare una promozione in Serie A nel 1989 e 22 presenze in massima serie la stagione successiva.
Tutto ciò vale l'attenzione del Napoli e del suo allora direttore generale Luciano Moggi che lo porta alle pendici del Vesuvio: vince subito una Supercoppa italiana e il resto della stagione lo vive da comprimario, chiuso tra i titolari da Giovanni Francini. Alla fine della stagione potrà vantare 25 presenze ed una rete, realizzata contro la Roma (19 maggio 1991), oltre all'esordio in Coppa Campioni maturato contro l'Újpest FC.
Dopo questa stagione viene ceduto al Bari per 2,5 miliardi di lire; a fine stagione la squadra retrocede. Nel 1993 lascia il club, continuando a giocare nelle serie minori.

### Allenatore
Inizia la carriera da allenatore nelle squadre della provincia di Brescia impegnate nelle serie minori: annovera esperienze nel Castelmella e nella Dellese, prima di approdare al Salò nel 2006 per guidare gli allievi regionali. La stagione successiva si accasa al Carpenedolo dove dapprima si occupa della formazione berretti e poi associa a questo anche la carica di vice allenatore. All'inizio del 2009 lascia temporaneamente la società per problemi personali. Da febbraio riprende l'attività sempre come vice nel Carpenedolo e colleziona una panchina in Serie C2 (Carpenedolo - Pizzighettone) per la squalifica del tecnico Ciulli.
Durante la stagione 2015-2016 ha ricoperto l'incarico di responsabile del settore giovanile del Football Club Castiglione, a Castiglione delle Stiviere. Nel 2021 è stato  responsabile del settore giovanile del Ciliverghe, squadra militante in Eccellenza mentre a marzo del 2024 è diventato responsabile del settore giovanile dell'Ospitaletto, squadra militante in serie D. Incarico terminato nel mese di Aprile 2025.

## Palmarès

### Giocatore
- Supercoppa italiana: 1

Napoli: 1990